# Antillanthus acunae
Antillanthus acunae là một loài thực vật có hoa trong họ Cúc. Loài này được (Borhidi) B.Nord. mô tả khoa học đầu tiên năm 2006.